# 리처드 포트노
리처드 포트노(Richard Portnow, 1947년 1월 26일 ~ )는 미국의 배우, 영화 제작자이다.
브루클린에서 태어났다.

## 영화
- 카페 소사이어티 (2016년) - 휘트먼 역
- 더 포스 노블 트루스 (2015년)
- 트럼보 (2015년) - 루이스 B. 메이어 역
- 스프링 브레이크 '83 (2014년) - 딘 마틴 역
- 인 더 다크 (2013년)
- 듀크 (2013년)
- 디스 라스트 론리 플레이스 (2013년) - 제이슨 퓨어 역
- 언더독스 (2013년) - 존 핸든 2세 역
- 올드보이 (2013년) - 버니 샤키 역
- 어 나이트 오브 나이트메어스 (2012년) - 클리프 태너 역
- 히치콕 (2012년)
- 더 위시 리스트 (2010년)
- 라이프 이즈 핫 인 크랙타운 (2009년)
- 모범시민 (2009년) - 빌 레이놀즈 역
- 스피릿 (2008년)
- 팅커벨 (2008년)
- 메이드 인 브룩클린 (2007년)
- 부라더 2018 (2007년) - 관리자 역
- 퍼펙트 스트레인저 (2007년) - 나론 역
- 파인드 미 길티 (2006년)
- 언더 더 시티 (2004년)
- 토니와 티나의 결혼 (2004, Tony & Tina's Wedding)
- 직스 (2001년) - 아놀드 지그만 역
- 더블 캅스 (2001, Double Bang) - 섓킨 부서장 역
- 더 미스터리 오브 스푼 리버 (2000년)
- 해피 엑시던트 (2000년)
- 로드 킬 (1999년) - 차르보뉴 역
- 디 언스카드 (1999년)
- 데저트 썬더 (1999년)
- 백색지대 3 (1999년)
- 고스트 독 - 사무라이의 길 (1999년) - 핸섬 프랭크 역
- 이노센스 (1999년)
- 라스베가스의 공포와 혐오 (1998년)
- 샤도우 다우트 (1998년)
- 벨라 마피아 (1997년)
- 언터쳐블 가이 (1997년)
- 가이 (1996년)
- 어크로스 더 문 (1995년)
- 아빠 수업 (1995년)
- 닥터 킬러 (1995년)
- 세븐 (1995년)
- SFW (1994년)
- 립스틱 카메라 (1994년)
- 드래그스트립 걸 (1994년)
- 살인 재판 (1994년)
- 나이트 아이 3 (1993년)
- 사랑의 동반자 (1993년)
- 그냥 파 봤어 (1992년)
- 시스터 액트 (1992년) - 윌리 역
- 다이너소어 (1991년)
- 용사들을 위하여 (1991년)
- 바톤 핑크 (1991년) - 매스트리오노티 형사 역
- 신부의 아버지 (1991년) - 알 역
- 튠 인 투모로우 (1990년)
- 하바나 (1990년)
- 유치원에 간 사나이 (1990년)
- 고독한 투쟁 (1989년)
- 원죄 (1989년)
- 금지된 사랑 (1989년)
- 트윈스 (1988년)
- 하이딩 아웃 (1987년)
- 캐딜락 공방전 (1987년)
- 굿모닝 베트남 (1987년)
- 마리안나가의 여인 (1986년)

### 텔레비전
- 뉴욕경찰 24시 (1995, 2005)
- 이야기 도시 (1998)
- 소프라노스 (1999-2004)
- 쉴드: XX 강력반 (2002)
- 닙턱 (2004-09)